# Rhea Mitchell
Rhea Ginger Mitchell (10 de diciembre de 1890 – 16 de septiembre de 1957) fue una actriz y guionista de cine estadounidense que apareció en más de 100 películas, principalmente durante la época del cine mudo. Nacida en Portland, Oregón, Mitchell comenzó su carrera como actriz en el teatro local, y se unió a la Baker Stock Company tras terminar el instituto. Actuó en varias producciones teatrales regionales de la Costa Oeste entre 1911 y 1913.
En 1912, Mitchell firmó un contrato con la New York Motion Picture Corporation y debutó en el cine con la película "The Colonel's Ward", dirigida por Edward LeSaint. Al principio de su carrera, se ganó el apodo de la niña de las escenas peligrosas por su disposición a intentar escenas emocionantes en las películas. Su primer papel importante fue en On the Night Stage (1915), seguido de un papel en The Diamond from the Sky, un serial protagonizada por Lottie Pickford.
A mediados de la década de 1910, Mitchell apareció en numerosas películas wéstern con William S. Hart. Tras la llegada del cine sonoro, Mitchell continuó trabajando en el cine, aunque a menudo sin acreditar, antes de retirarse en 1952. Algunos de sus créditos posteriores incluyen pequeños papeles no acreditados en Green Dolphin Street (1947), State of the Union (1948), y Stars in My Crown (1950).
Mitchell pasó sus siguientes años de retiro como directora residente de un edificio de apartamentos en west Los Angeles. El 16 de septiembre de 1957, fue asesinada en el edificio por Sonnie Hartford, Jr., un sirviente que también trabajaba allí. Hartford se declaró culpable de asesinato en segundo grado en su homicidio, y fue condenado de cinco años a cadena perpetua. Mitchell está enterrada en el Hollywood Forever Cemetery.

## Vida y carrera

### 1890–1913: Primeros años y teatro
Rhea Ginger Mitchell nació el 10 de diciembre de 1890 en Portland, Oregón, hija de Lillie y Willis N. Mitchell.. Mitchell se crio en Portland, y fue hija única. A los diecisiete años, Mitchell obtuvo su primer papel en una producción teatral local, uniéndose a la Baker Stock Company de Portland después de graduarse en el instituto. También actuó en espectáculos locales de vodevil.
Entre 1911 y 1913, Mitchell vivió en Spokane y Seattle, Washington y en Vancouver, Columbia Británica, donde actuó en producciones teatrales, antes de establecerse en San Francisco. En San Francisco, formó parte del Orpheum Circuit y en el Alcazar Theater.

### 1913–1919: Inicios de su carrera cinematográfica

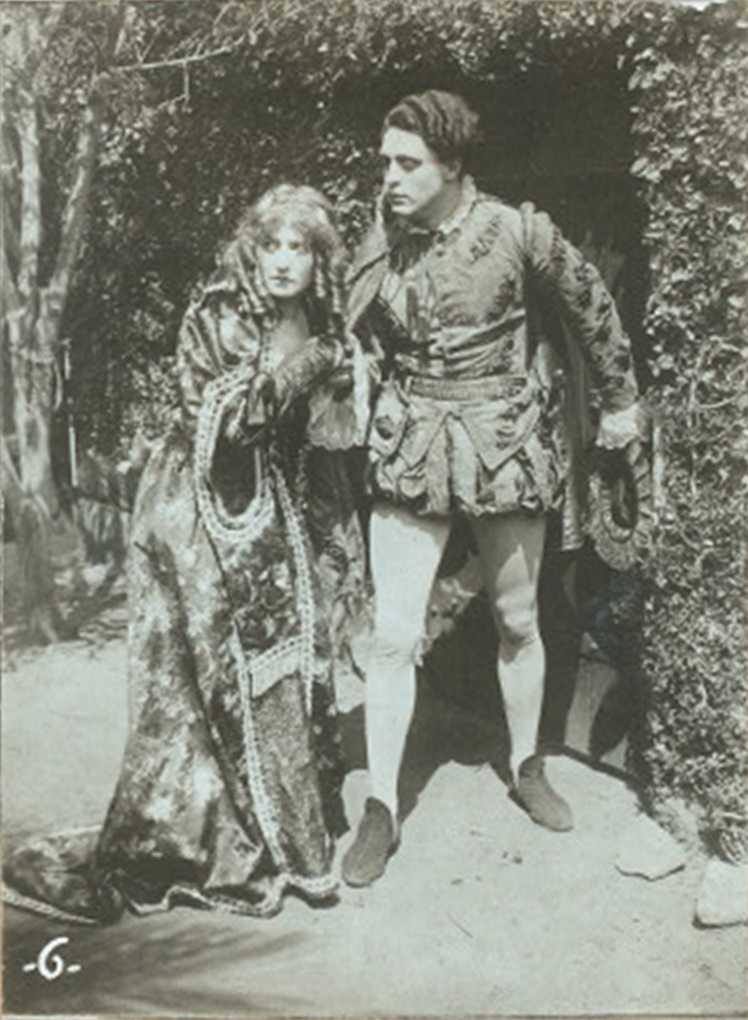
Mitchell y Chester Withey en Don Quixote (1915)

Mitchell debutó en el cine en 1912 con la New York Motion Picture Corporation y llegó a aparecer en más de 100 películas a lo largo de su carrera. Protagonizó The Game Keeper's Daughter (1914), un drama romántico ambientado en Inglaterra. Otra de sus primeras películas fue The Heart of Maggie Malone (1914), en la que interpretaba a la hija de un minero.
Apareció varias veces con la estrella del wéstern William S. Hart interpretando un papel protagonista en esas películas, entre ellas In the Sage Brush Country, de 1914 y On the Night Stage, de 1915, dirigida por Reginald Barker. También apareció en la adaptación cinematográfica de Thomas Ince de The Devil (también estrenada en 1915 y dirigida por Barker). Mitchell tuvo un pequeño papel en la película por entregas The Diamond from the Sky con Lottie Pickford, y en la adaptación de Edward Dillon de Don Quijote (ambas estrenadas en 1915).
En 1916 actuó en The Brink con Forrest Winant y Arthur Maude, en el drama sociológico A Camille of the Barbary Coast (1916), y como Constance Bonacieux en The Three Musketeers de Charles Swickard.
Otros papeles notables incluyen el drama de Frank Lloyd The Blindness of Divorce (1918), en el que tuvo el papel protagonista femenino junto a Charles Clary.

### 1920–1952: Carrera posterior
Después de 1917, sus papeles se redujeron y apareció en un puñado de películas hasta mediados de los años 30 y en varios papeles secundarios a principios de los años 50, a menudo sin acreditar. En 1936, apareció en un papel no acreditado en San Francisco, protagonizada por Clark Gable y dirigida por W. S. Van Dyke, que había dirigido a Mitchell en The Hawk's Trail en 1916. En 1927, Mitchell escribió dos películas: The Dude Desperado y The Home Trail, esta última dirigida por William Wyler.
Más tarde tuvo papeles no acreditados en The Ship That Died (1938), de Jacques Tourneur, como enfermera en la comedia romántica dirigida por Lana Turner Marriage Is a Private Affair (1944), y como costurera en The Unfinished Dance (1947). [En 1948, Mitchell tuvo un papel secundario como Jeny en la película de Frank Capra State of the Union. Su último crédito en la pantalla fue en la adaptación cinematográfica del director Fred Zinneman de The Member of the Wedding (1952), interpretando a una mujer de pueblo.

## Muerte
Tras retirarse del cine, Mitchell dirigió un gran edificio de apartamentos en Los Ángeles. Mientras gestionaba un segundo apartamento en 1957—los Apartamentos del Distrito de La Brea en 3477 S. La Brea Avenue—un sirviente descontento llamado Sonnie Hartford, Jr. la estranguló hasta matarla en el edificio con el cordón de su bata de seda azul. Su cuerpo fue encontrado al día siguiente, metido en un pequeño vestidor de su apartamento. Un artículo en el Press-Telegram decía en parte:

La policía seguía buscando a un "hombre calvo de mediana edad" que, al parecer, había estado recientemente en compañía de Miss Mitchell, que nunca se había casado. Se pidió a la policía de Seattle que interrogara a la única pariente conocida de la Srta. Mitchell, una tía, la Sra. de John Benson. La policía dijo que no había señales de lucha o ataque criminal. Su cuerpo fue descubierto por el criado. La actriz, conocida como Ginger por sus amigos, había actuado junto a estrellas del cine mudo como William S. Hart, Tom Mix, King Baggot y Bert Lytell..... Ya en 1951 había interpretado papeles secundarios en el cine.

Hartford se declaró culpable de asesinato en segundo grado. En marzo de 1958, fue condenado a una pena de prisión de cinco años a cadena perpetua.
Mitchell esta enterrada en el Hollywood Forever Cemetery en Los Ángeles.